# Ulrik Laursen
Ulrik Rosenløv Laursen (* 28. Februar 1976 in Odense) ist ein ehemaliger dänischer Fußballspieler.

## Karriere

### Verein
Ulrik Laursen begann seine Karriere in seinem Geburtsort bei Odense BK. Für den Verein spielte Laursen von der Saison 1993/94 bis 1999/2000. Nach dem zwischenzeitlichen Abstieg konnte Laursen mit dem Gewinn der Zweitligameisterschaft 1999 den Aufstieg mit der Mannschaft feiern. Nach insgesamt 123 Ligaeinsätzen wechselte er im Juni 2000 ablösefrei zum schottischen Erstligisten Hibernian Edinburgh. In der von Alex McLeish trainierten Mannschaft avancierte er zum Publikumsliebling. Mit den Hibs erreichte er im ersten Jahr das schottische Pokalfinale, das gegen Celtic Glasgow verloren wurde. Im August 2002 wechselte er für eine Ablösesumme von 1,3 £ Millionen zu Celtic. In Glasgow konnte er sich aufgrund seines soliden Defensivspiels auf Anhieb als Stammspieler im Kader etablieren. Dabei profitierte er von Verletzungen anderer Spieler. In seinem ersten Jahr unterlag er mit Celtic im Finale des UEFA-Pokal 2002/03 dem FC Porto. In den beiden folgenden Jahren gewann Laursen mit den Bhoys die schottische Meisterschaft und zweimal den Pokal, verlor aber seinen Platz in der Stammelf und kam nur sporadisch zum Einsatz. 2005 wechselte Laursen für 50.000 £ zurück nach Odense. Dort gewann er 2007 den dänischen Pokal gegen den FC Kopenhagen. Nach drei Jahren bei seinem Heimatklub wechselte er im Januar 2008 in die Hauptstadt zum FCK. In Kopenhagen war er ähnlich erfolgreich wie in Glasgow und gewann zweimal den Pokal und einmal den Meistertitel. 2010 beendete er seine Karriere im Alter von 34 Jahren.

### Nationalmannschaft
Ulrik Laursen spielte von 1993 bis 1995 zwölfmal in der dänischen U-19. Im Zeitraum von 1996 bis 1997 war er in sechzehn Partien in der U-21 aktiv und erzielte einen Treffer. Am 13. Oktober 2007 gab Laursen sein Debüt in der A-Nationalmannschaft gegen Spanien in der EM-Qualifikation. In seinem zweiten Einsatz erzielte er gegen Lettland ein Tor. Für die dänische Auswahl kam er unter dem Nationaltrainer Morten Olsen bis zum folgenden Jahr in insgesamt fünf Spielen zum Einsatz. Sein letztes Länderspiel absolvierte er im März 2008 gegen Tschechien.

## Erfolge
mit Odense BK:
- Dänischer Zweitligameister (1): 1999
- Dänischer Pokalsieger (1): 2007

mit Hibernian Edinburgh:
- Finalist (1): Schottischer Pokal 2001

mit Celtic Glasgow:
- Finalist (1): UEFA-Pokal 2003
- Schottischer Meister (1): 2004
- Schottischer Pokalsieger (2): 2004, 2005

mit dem FC Kopenhagen:
- Dänischer Meister (2): 2009, 2010
- Dänischer Pokalsieger (1): 2009